# Loranne Ausley
Loranne Ausley (nacida el 16 de octubre de 1963) es una abogada y política estadounidense perteneciente al Senado de Florida como legisladora del 3° Distrito, que incluye los condados de Calhoun, Franklin, Gadsden, Gulf, Hamilton, Jefferson, León, Liberty, Madison, Taylor, y Wakulla. Ausley es miembro del Partido Demócrata.

## Primeros años y educación
Ausley nació y creció en Tallahassee, Florida. Hija de Sallie Ausley y DuBose Ausley, obtuvo una licenciatura en Política y Economía del Randolph College en 1985, y un Juris doctor en leyes de la Escuela de Derecho de la Universidad Washington y Lee, en 1990.

## Carrera profesional
Su experiencia profesional incluye trabajar como abogada y presidenta de Florida Healthy Kids Corporation. También trabajó como directora del Departamento de Vivienda y Desarrollo Urbano de los Estados Unidos en la Iniciativa Nacional de Reconstrucción. Asimismo, Ausley fue Directora de Desarrollo Comercial del Departamento de Vivienda y Desarrollo Urbano de los Estados Unidos en la Iniciativa de Zonas de Empoderamiento (Iniciativa de Desarrollo Económico del Centro de la Ciudad).
Además, trabajó como jefa de gabinete del teniente gobernador Buddy MacKay, en 1998-1999.

## Carrera política
Ausley fue elegida para la Cámara de Representantes de Florida, en el 9° Distrito, en 2016, donde se desempeñó en el Comité de Comercio y el Comité de Medios y Arbitrios, así como en los subcomités de medio ambiente, agricultura e industrias reguladas. Loranne anteriormente representó a la ciudad capital de Florida en el mismo puesto desde el 2000 hasta el 2008 antes de retirarse debido a límites de mandato. Entre 2004 y 2006 también fue colíder demócrata de la Cámara de Representantes de Florida.
Después de servir en la Cámara hasta 2020, decidió lanzarse como candidata al Senado de Florida y ganó contra la republicana Marva Harris Preston con un total de 137.609 votos que representaron el 53.4%, para ocupar la legislación del 3° Distrito. Su mandato actual termina en 2024.

### Comités
Actualmente, Ausley pertenece a los siguientes comités y subcomités en el Senado de Florida:
- Agricultura.
- Subcomité de Apropiaciones de Agricultura, Medio Ambiente y Gobierno General.
- Subcomité de Apropiaciones de Transporte, Turismo y Desarrollo Económico.
- Medio ambiente y recursos naturales.
- Comité selecto de preparación y respuesta ante una pandemia.
- Comité Conjunto de Procedimientos Administrativos.

## Vida personal
Ausley es esposa de Bill Hollimon y juntos tienen un hijo llamado William DuBose Hollimon Ausley. Además, ella tiene un hijastro llamado John Hollimon. Ausley es presbiteriana. En sus tiempos libres le gusta correr, andar en bicicleta, nadar, hacer yoga, y es tres veces finalista del triatlón Ironman.
El 25 de enero, Ausley anunció que había dado positivo para Covid-19 pero que sólo tenía síntomas menores. Sin embargo, llamó a la gente a reflexionar sobre el uso de las máscaras en un comunicado mediante su cuenta Twitter: "Como muchos de ustedes, he pasado los últimos 10 meses tomando todas las precauciones sugeridas por los CDC: distanciamiento social, lavarse las manos y usar una máscara. Sin embargo, hoy di positivo por COVID-19. Tengo una buena idea de cómo y dónde estuve expuesta y por eso he estado en cuarentena desde el sábado. Afortunadamente, hasta ahora solo estoy experimentando síntomas menores y continuaré siguiendo los protocolos de los CDC y el Senado antes de regresar a las reuniones del comité en persona. Si bien participaré activamente en el trabajo del Senado y observaré las reuniones desde la cuarentena, quiero expresar enfáticamente que, por la seguridad de su familia, amigos y colegas, ¡POR FAVOR USE UNA MÁSCARA!".